# Adolf Beckerle
 (août 2022).
Si vous disposez d'ouvrages ou d'articles de référence ou si vous connaissez des sites web de qualité traitant du thème abordé ici, merci de compléter l'article en donnant les références utiles à sa vérifiabilité et en les liant à la section « Notes et références ».
Adolf Heinz Beckerle (Francfort-sur-le-Main, 4 février 1902 – 3 avril 1976) est un homme politique et diplomate allemand de l'époque du Troisième Reich, membre du parti nazi. Il est ambassadeur en Bulgarie de 1941 à 1944. Il fait partie des criminels de guerre nazis.

## Jeunesse et débuts
Adolf Heinz Beckerle naît le 4 février 1902 à Francfort-sur-le-Main. Son père est cadre dans les postes. Il étudie les sciences économiques à Francfort, payant ses études par de petits travaux d’aide soignant et d’employé de commerce. En 1919 il adhère au « Jungdeutschen Orden », un mouvement anticommuniste, antisémite se prétendant antifasciste et démocratique. En 1923 il adhère au Parti national-socialiste des travailleurs allemands, mais en sort après le putsch manqué d'Adolf Hitler.

## Carrière dans la police
Après une année passée en Amérique du sud en 1925-1926, il entre dans la police de l'État libre de Prusse et termine ses études en 1927.
Le 1er septembre 1928 il adhère à nouveau au NSDAP et entre dans la SA. En juillet 1930 il est le chef des SA de Hesse avec le grade de SA-Standartenführer. Il est ensuite promu SA-Gruppenführer (1er mars 1933) puis SA-Obergruppenführer (9 novembre 1937).
En avril 1932 il est élu membre du Landtag de l'État libre de Prusse et le 13 septembre 1933 il est nommé chef de la police de Francfort-sur-le-Main.

## Diplomate
Le 17 juin 1941, Beckerle est nommé représentant spécial auprès du royaume de Bulgarie. Il négocie et supervise la déportation de 12 000 juifs de Thrace et de Macédoine à Auschwitz et Treblinka.
En septembre 1944 il est arrêté par l'Armée rouge et transféré en URSS. Il y est condamné à 25 années de prison.

## L'après-guerre
En mars 1950 la cour de justice de Hesse confirme dans son rendu qu’il est co-responsable principal de la déportation de Juifs. Sa femme se suicide en 1951, de honte d’être l’épouse d’un criminel de guerre.
En 1955 Beckerle est libéré, mais les tribunaux de la RFA continuent à le poursuivre. Les poursuites sont abandonnées en 1968 à cause de l’état de santé de Beckerle. Il décède en 1976.